# Rue Maurice-Albert Raskin
La rue Maurice-Albert Raskin est une voie d'Anderlecht à Bruxelles.

## Situation et accès
Cette rue relie le boulevard Prince de Liège à la rue du Potaerdenberg.
La numérotation des habitations va de 1 à 53 pour le côté impair et de 2 à 50 pour le côté pair.

## Origine du nom
Elle doit son nom au résistant Maurice Raskin, exécuté au fort de Breendonk par les nazis en 1943.